# Antonio Martos
Pour les articles homonymes, voir Martos.
Martos  Aguilar est un nom espagnol. Le premier nom de famille, en général paternel, est Martos ; le second, en général maternel, souvent omis, est Aguilar.
Antonio Martos Aguilar (né le 27 novembre 1946 à Guadalcázar dans la province de Cordoue en Andalousie) est un coureur cycliste espagnol, professionnel de 1970 à 1977.

## Palmarès

### Palmarès amateur
- 1966
  - Trofeo Borras
- 1969
  - Tour de Lleida
  - 5e étape du Tour de Tolède

### Palmarès professionnel
| - 1970 - Tour des Asturies - 7e du Grand Prix du Midi Libre - 1971 - Trois Jours de Leganés - 8e du Tour d'Espagne - 1972 - 2e du Tour de Majorque - 3e du Tour de Catalogne - 3e du Tour de La Rioja - 3e de l'Escalade de Montjuïc - 1973 - Clásica de Sabiñánigo - 2e étape du Tour de Catalogne - 3e du Tour de Catalogne - 3e du championnat d'Espagne de la montagne - 6e du Critérium du Dauphiné libéré | - 1974 - Gran Premio Nuestra Señora de Oro - Tour de Majorque : - Classement général - 1reb étape (contre-la-montre) - 2e du Trofeo Elola - 3e du Gran Premio Navarra - 8e du Tour de Romandie - 9e de la Semaine catalane - 1975 - Klasika Primavera - 1976 - 1rea étape de l'Escalade de Montjuïc (avec Joop Zoetemelk) |  |

## Résultats sur les grands tours

### Tour de France
5 participations
- 1971 : 13e
- 1973 : 15e
- 1974 : 40e
- 1975 : abandon (10e étape)
- 1976 : 25e

### Tour d'Italie
2 participations 
- 1974 : 42e
- 1976 : 48e

### Tour d'Espagne
3 participations
- 1971 : 8e
- 1973 : 19e
- 1975 : 11e